# Teatre regional
L'expressió teatre regional es va introduir a les Illes Balears als anys noranta del segle xix per a designar el teatre en català al Principat, sobretot el teatre modernista, tot lamentant la manca d'un teatre semblant. Aquest ús es va perllongar fins a la segona dècada del segle xx, quan va passar a significar, circumscrit a l'illa de Mallorca, el teatre en subdialecte mallorquí. L'expressió teatre regional va caure en desús als anys vuitanta del segle xx, a vegades substituint l’adjectiu per costumista.
El 1932 la companyia mallorquina Catina-Estelrich, que s'emmarcava en un moviment d'acció catòlica que es proposava de restaurar la tradició teatral mallorquina del segle xix, va inaugurar la primera temporada de teatre regional i la denominació es va popularitzar.
El 1946 la premsa mallorquina va tornar a emprar l'expressió teatre regional per a referir-se a la represa del teatre en català als territoris de parla catalana. Arran d'aquesta represa, d'ençà del 1947 es van constituir diverses companyies que van incorporar l'adjectiu regional al seu nom, com l'Agrupació de Teatre Regional i la Companyia de Teatre Regional, que va adoptar el nom d'Artis el setembre del 1949.
L'èxit estrepitós del teatre regional, és a dir, del teatre en mallorquí, va alarmar sectors castellanistes de l'illa. Quan tot just feia dos anys de la represa del teatre comercial mallorquí ja hi va haver qui s'hi va oposar radicalment i es va expressar amb aquests mots: «El nostre paupèrrim vernacle, impregnat d'arabismes i de desinències sincopades, i de no poques veus agudes amb vocals excessivament obertes, demostra que la nostra tan decantada sensibilitat acústica és més especiosa i exigua del que pensem; presumint sense fulcre bàsic, que som artistes per natura, quan no estem dotats de com és d'essencial el numen estètic que guia i condueix constantment a l'intel·lecte, doncs, si les paraules que s'aboquen són la imatge o mirall de l'ànima que les emet, molt parca sonoritat i bellesa ha de trobar-se en el nostre esperit i en el seu defectuós dialecte. Deixem [...], i d'una vegada per a totes, de fomentar aquest vernacle insular, molt propi per a la gent indocta d'abans, però no per a la d'avui.» El comediògraf tradicionalista Martí Mayol va rebatre aquestes opinions amb una carta oberta publicada al cap d'uns dies, en què al final reivindicava el dret que tenien els autors mallorquins d'emprar la seva llengua literària, «que ens ve –no de concessions que ens pogués fer vostè.– sinó de la Natura (que és indestructible) i de Déu». Amb motiu de l'estrena de Mumare és una fadrina, el 1954, tercera comèdia que li estrenava la companyia Artis, Joan Mas va declarar que el teatre regional feia bé de defugir la profunditat. Quan l'entrevistador li va demanar per què feia bé de defugir la profunditat, Mas va respondre això: «El seu camp d'acció és limitadíssim per atrevir-se amb obra de minoria. Quan sorgeixi el gran autor mallorquí, escriurà en castellà».
Serà sobretot a partir dels anys seixanta quan l'expressió teatre regional prendrà el sentit pejoratiu de provincià i pedestre. Al final dels anys setanta, el mateix Joan Mas va definir el teatre regional amb aquests mots: «L'any 48, quan els nostres escenaris en feia dotze que portaven morral, significà l'única manera possible d'estrenar en la nostra llengua; però un poc més tard, per allò que la majoria d'obres que representava l'Artis eren de costums mallorquins, va passar a voler dir teatre costumista. Després, perquè les que tenien més èxit eren les de pagesos, gairebé ja només significà teatre rústic. Immediatament començà l'ofensiva dels envejosos i d'algun esperit realment inquiet (ben pocs, eh?) i ja sols interessà que representàs aquelles peces més buides o grolleres, fins que a l'últim hi posaren intenció política i "teatre regional" arribà a ser sinònim de teatre franquista... Potser vengui un dia que torni a significar allò que fou realment: una denominació centralista (i per tant hipòcrita) d'un teatre costumista de rel ben popular que rebrotà dins un estat d'excepció. Afortunadament, el poble, que tantes vegades ha demostrat tenir més seny que molts lletraferits, seguia dient "comèdies mallorquines"».
Molt més crític, Josep M. Llompart va escriure que «el "teatre regional" és el sainet despullat de virtuts, de sentit i de finalitat. És parlar, premeditadament, en necio, pensant que així el públic ha de pagar. Si el sainet tenia ambicions modestes, el "teatre regional" no té cap ambició. Accepta amb alegria les limitacions més humiliants. Sap que no es pot permetre el més petit intent de dignitat lingüística, sap que no pot plantejar problemes mínimament inquietants, mínimament humans; sap que no pot interessar a ningú que s'interessi vertaderament pel teatre. El nostre sainet tractava amb amor, amb tendresa, els seus personatges; respectava i enaltia la seva dignitat d'homes. El ‘teatre regional' els tracta amb tota la crueltat del menyspreu; vol que tot un poble faci burla d'ell mateix, de les seves coses més sagrades i entranyables. El "teatre regional" és això: la suplantació de la rialla moralitzadora per la rialla idiotitzadora».
Certament, el teatre regional va contribuir a mantenir l'ús del català en públic, però també a desintegrar-ne la unitat i a ofegar-la per reducció de temes. La qualitat literària fou, a més, escassa, encara que va donar a conèixer l'obra d'algun autor que es va rebel·lar contra l'estupidització col·lectiva. Aquest fou el cas de Pere Capellà, Mingo Revulgo, l'autor més popular de la companyia Artis, a qui sobreviuen un lèxic admirable, uns arquetipus que han esdevingut clàssics i el testimoni d'haver estat el primer autor mallorquí digne d'aquest qualificatiu que va plantejar en la postguerra la necessitat d'un canvi social. A més de les obres indicades de Capellà, uns altres grans èxits del teatre regional foren Es metge nou i L'amo en Sion, de Miquel Puigserver, i Sa padrina i Un senyor damunt un ruc, «sainet en quatre actes» que va arribar a les mil representacions el febrer del 1975, de Joan Mas. Pel que fa la companyia més emblemàtica del teatre regional, l'Artis, va oferir un exemple de semiprofessionalitat, molt destacat pels crítics teatrals de fora Mallorca en les seves sortides de l'illa. Entre els seus actors van destacar Joan Valls, Cristina Valls i Xesc Forteza –se'n va desvincular el 1967–, que van formar una mena d'star system localista i van imposar una producció encaminada a l'obtenció de beneficis per mitjà del lluïment personal, en general a costa de doblegar-se als hàbits i gusts del públic més conservador.